# Hartslag (single)
Hartslag is een single van de Nederlandse zangeres Ruth Jacott uit 1997. Het stond in hetzelfde jaar als tweede track op het gelijknamige album.

## Achtergrond
Hartslag is geschreven door Eric van Tijn en Jochem Fluitsma en geproduceerd door Fluitsma & Van Tijn. Het is een nederpoplied dat gaat over verliefdheid. In het nummer vertelt de liedverteller dat haar hartslag enorm toeneemt als ze met degene is waar ze verliefd op is. De B-kant van de single is een instrumentale versie van het nummer. 

## Hitnoteringen
Het lied had bescheiden successen in de Nederlandse hitlijsten. In de Top 40 piekte het op de 32e plaats en stond het zes weken in de hitlijst. De piekpositie in de Mega Top 100 was de 39e plek. Het was zestien weken in deze lijst te vinden. 